# ماريفيل (ميزوري)
ماريفيل (بالإنجليزية: Maryville city, Missouri)‏ هي مدينة تقع بولاية ميزوري في الولايات المتحدة. تبلغ مساحتها 16.59 كم2، وترتفع عن سطح البحر 351 م، بلغ عدد سكانها 11,972 نسمة في عام 2010 حسب إحصاء مكتب تعداد الولايات المتحدة وتصل الكثافة السكانية فيها 721.6 نسمة لكل كيلومتر مربع (1,868.9/ميل2).

## التركيبة السكانية
حدّد مكتب تعداد الولايات المتحدة بيانات التركيبة السكانية لماريفيل في تعداد الولايات المتحدة. في ما يلي، التركيبة السكانية حسب تعدادي 2000 و2010.

### تعداد عام 2000
بلغ عدد سكان ماريفيل 10,581 نسمة بحسب تعداد عام 2000، وبلغ عدد الأسر 3,913 أسرة وعدد العائلات 1,835 عائلة مقيمة في المدينة. في حين سجلت الكثافة السكانية 637.8 نسمة لكل كيلومتر مربع (1,651.9/ميل2). وبلغ عدد الوحدات السكنية 4,227 وحدة بمتوسط كثافة قدره 254.8 لكل كيلومتر مربع (659.9/ميل2).
وتوزع التركيب العرقي للمدينة بنسبة 95.78% من البيض و1.48% من الأمريكيين الأفارقة و0.18% من الأمريكيين الأصليين و1.46% من الأمريكيين ذوي الأصول الآسيوية و0.02% من سكان جزر المحيط الهادئ و0.31% من الأعراق الأخرى و0.77% من عرقين مختلطين أو أكثر و0.98% من الهسبانيون أو اللاتينيون من أي عرق.
بلغ عدد الأسر 3,913 أسرة كانت نسبة 21.6% منها لديها أطفال تحت سن الثامنة عشر تعيش معهم، وبلغت نسبة الأزواج القاطنين مع بعضهم البعض 37.4% من أصل المجموع الكلي للأسر، ونسبة 7.2% من الأسر كان لديها معيلات من الإناث دون وجود شريك، بينما كانت نسبة 2.3% من الأسر لديها معيلون من الذكور دون وجود شريكة وكانت نسبة 53.1% من غير العائلات. تألفت نسبة 35.3% من أصل جميع الأسر من عدة أفراد يعيشون في نفس المنزل ونسبة 11.2% كانت تتألف من شخص يعيش بمفرده يبلغ من العمر 65 عاماً أو أكثر. وبلغ متوسط حجم الأسرة المعيشية 2.16، أما متوسط حجم العائلات فبلغ 2.83.
بلغ العمر الوسطي للسكان 22.9 عاماً. وكانت نسبة 13.9% من القاطنين تحت سن الثامنة عشر، وكانت نسبة 23.8% بين الثامنة عشر والرابعة والعشرين عاماً، ونسبة 16.9% كانت واقعةً في الفئة العمرية ما بين الخامسة والعشرين والرابعة والأربعين عاماً، ونسبة 14.4% كانت ما بين الخامسة والأربعين والرابعة والستين، ونسبة 10.8% كانت ضمن فئة الخامسة والستين عاماً فما فوق. يوجد لكل 100 أنثى 94.7 ذكر، ويوجد لكل 100 أنثى في الثامنة عشر من عمرها فما فوق 91.4 ذكر.
بلغ متوسط دخل الأسرة في المدينة 29,043 دولارًا، أما متوسط دخل العائلة فبلغ 43,906 دولارًا. وكان متوسط دخل الذكور 30,444 دولارًا مقابل 22,444 دولارًا للإناث. وسجل دخل الفرد الخاص بالمدينة 15,483 دولارًا. وكانت نسبة 10.3% من العائلات ونسبة 23.6% من السكان تحت خط الفقر، وكان من هؤلاء نسبة 13% تحت سن الثامنة عشر ونسبة 14.2% في الخامسة والستين من العمر وما فوق.

### تعداد عام 2010
بلغ عدد سكان ماريفيل 11,972 نسمة بحسب تعداد عام 2010، وبلغ عدد الأسر 4,217 أسرة وعدد العائلات 1,865 عائلة مقيمة في المدينة. في حين سجلت الكثافة السكانية 721.6 نسمة لكل كيلومتر مربع (1,868.9/ميل2). وبلغ عدد الوحدات السكنية 4,543 وحدة بمتوسط كثافة قدره 273.8 لكل كيلومتر مربع (709.1/ميل2).
وتوزع التركيب العرقي للمدينة بنسبة 92.32% من البيض و3.08% من الأمريكيين الأفارقة و0.24% من الأمريكيين الأصليين و2.71% من الأمريكيين ذوي الأصول الآسيوية و0.03% من سكان جزر المحيط الهادئ و0.42% من الأعراق الأخرى و1.21% من عرقين مختلطين أو أكثر و1.61% من الهسبانيون أو اللاتينيون من أي عرق.
بلغ عدد الأسر 4,217 أسرة كانت نسبة 20.4% منها لديها أطفال تحت سن الثامنة عشر تعيش معهم، وبلغت نسبة الأزواج القاطنين مع بعضهم البعض 33.7% من أصل المجموع الكلي للأسر، ونسبة 7.6% من الأسر كان لديها معيلات من الإناث دون وجود شريك، بينما كانت نسبة 2.9% من الأسر لديها معيلون من الذكور دون وجود شريكة وكانت نسبة 55.8% من غير العائلات. تألفت نسبة 35.5% من أصل جميع الأسر من عدة أفراد يعيشون في نفس المنزل ونسبة 11.8% كانت تتألف من شخص يعيش بمفرده يبلغ من العمر 65 عاماً أو أكثر. وبلغ متوسط حجم الأسرة المعيشية 2.16، أما متوسط حجم العائلات فبلغ 2.82.
بلغ العمر الوسطي للسكان 22.7 عاماً. وكانت نسبة 13.8% من القاطنين تحت سن الثامنة عشر، وكانت نسبة 43.6% بين الثامنة عشر والرابعة والعشرين عاماً، ونسبة 16.3% كانت واقعةً في الفئة العمرية ما بين الخامسة والعشرين والرابعة والأربعين عاماً، ونسبة 14.7% كانت ما بين الخامسة والأربعين والرابعة والستين، ونسبة 11.4% كانت ضمن فئة الخامسة والستين عاماً فما فوق. وتوزع التركيب الجنسي للسكان بنسبة 47.9% ذكور و52.1% إناث.

## وصلات خارجية
- الموقع الرسمي